# フグロイ島
フグロイ島（Fugloy）は、フェロー諸島で11番目に大きい島。島の崖に多くの巣を作っていた鳥にちなみ、「鳥の島」という意味を持つ。

## 概略
南岸にKirkja、東岸にHattarvíkという都市が位置する。東岸にあるEystelliという名の崖は448メートルあり、灯台が近隣に位置する。
港湾が防波堤で守られていないこともあり、20世紀初頭から経済が停滞していた。島における収入は小規模農業のほか、部分的に漁業、鳥類の狩猟によって支えられている。KirkjaとHattarvíkを結ぶ道路は1980年代に建設された。20世紀の初め頃には人口が250～300人とピークに達した時期がある。しかし、生活習慣が変化し、島における農業も儲けにならなくなっていったことなどから、人々は島を離れるようになっていった。現在、一年を通して島で生活を送る人は減り、仕事も数えるほどしかなくなっている。
島にはその昔、島へ上陸しようと近付いた船乗りたちが、島に住むトロール達による投石と呪いに苦しめられたという伝説も残る。

## 山地
島には主に3つの山が位置する。
| 名前     | 高さ  |
| -------- | ----- |
| Klubbin  | 620 m |
| Norðberg | 549 m |
| Mikla    | 420 m |